# Zingage

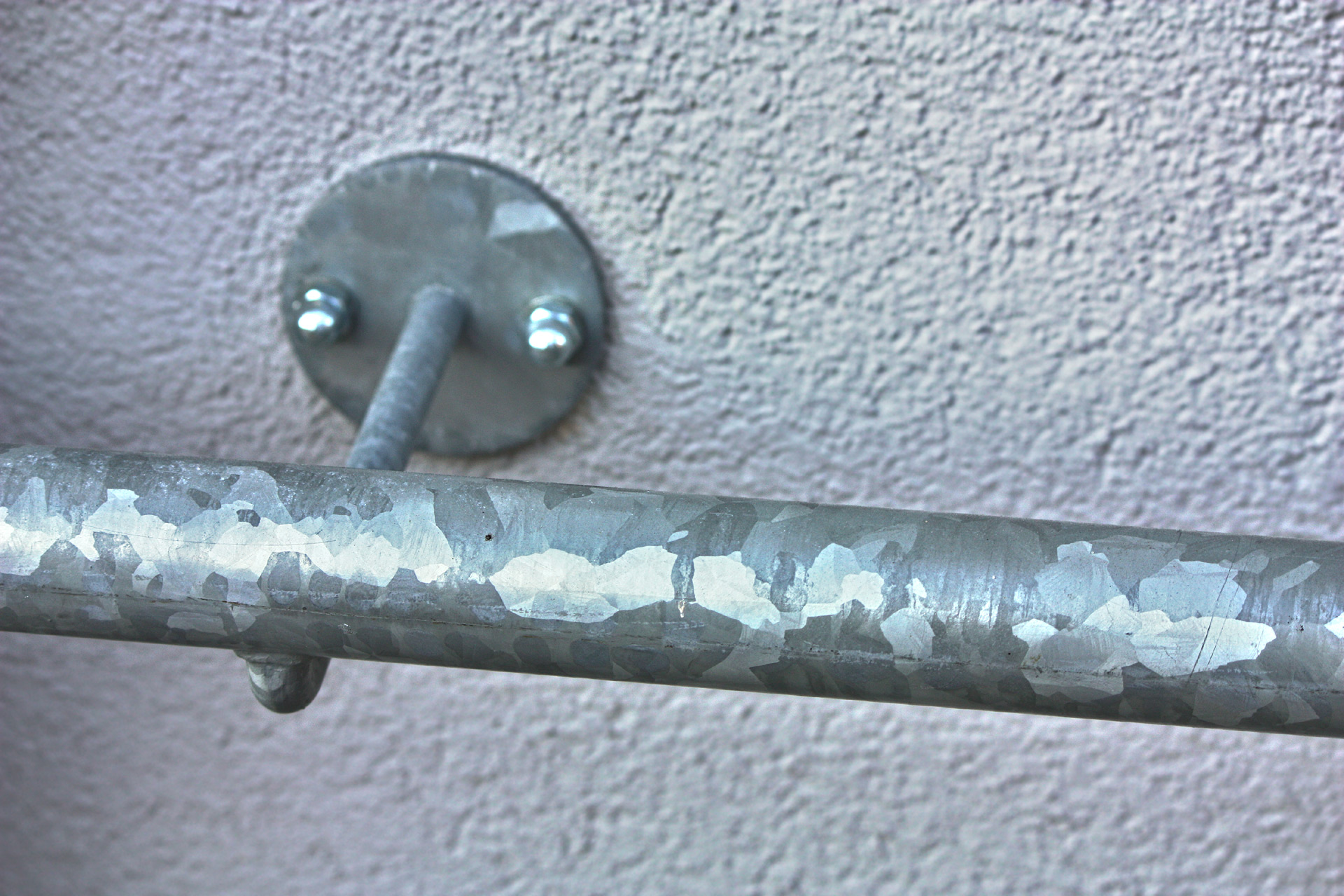
Tuyau galvanisé à chaud laissant apparaître la cristallisation du zinc.

Le zingage est un terme général désignant tout traitement de surface entraînant la formation d'un revêtement métallique de zinc. L'objectif est d'empêcher la dégradation du métal recouvert par corrosion. En effet, le zinc est un métal très réducteur qui est donc oxydé à la place du métal qu'il protège. Le langage courant utilise une terminologie spéciale suivant le procédé de zingage :
- zingage électrolytique : déposition électrolytique de zinc. Les produits ainsi revêtus sont appelés produits électrozingués[1] ;
- shérardisation : nom donné à un procédé thermochimique de diffusion superficielle de zinc dans l'acier[2] ;
- galvanisation à chaud : recouvrement par immersion dans un bain de zinc fondu. Les produits ainsi revêtus sont appelés produits galvanisés[1] ;
- zingage par projection à chaud : recouvrement par projection de zinc fondu au pistolet. Les produits ainsi revêtus sont appelés métallisés au zinc[1].

L'application de peinture contenant de la poudre ou poussière de zinc est exclue des dénominations de zingage, galvanisation, projection à chaud. Pour désigner ces couches de peinture, l'emploi des termes « peinture métallique au zinc » ou « peinture métallique riche en zinc » évite toute ambiguïté.

## Zingage électrolytique
Le zingage électrolytique occupe une position dominante dans le domaine de la galvanoplastie par le tonnage de métal électro-déposé. Depuis le début du XXe siècle les procédés cyanurés utilisent des affineurs de grain capables de brillanter[Quoi ?] les dépôts. Les dépôts de zinc brillants sont très largement répandus et les électrolytes se sont développés pour donner aux dépôts des propriétés recherchées en termes d’aspect décoratif, de résistance à la corrosion et d’aptitude à la passivation au chrome. 

### Utilité
Le zingage électrolytique est appliqué pour résister d’abord à la corrosion avant toute considération esthétique ou fonctionnelle. Au début du XXe siècle, les premiers électrolytes faisaient appel au cyanure, complexe très efficace mais très toxique pour l’environnement.
Les premiers dépôts très brillants ne sont apparus qu’en 1966 avec l’invention des bains acides au chlorure de zinc et l’incorporation de cétones comme agent de brillance. Dans les années 1980, les bains alcalins au zincate ont progressivement remplacé les vieux bains cyanurés et dominé le marché par leurs excellentes aptitudes à l’anticorrosion. L’accélération de l’abandon des procédés cyanurés correspond aussi à l’application des Directives Européennes, qui a banni le chrome hexavalent dans les passivations du zinc. Le dépôt de zinc alcalin sans cyanure contient peu de brillanteurs organiques et sa structure colonnaire permet une passivation épaisse plus protectrice.

### Procédés
La protection contre la corrosion de l’acier est d’abord le fait de la différence de potentiel anodique entre le zinc (Potentiel standard du couple (Zn/Zn2+) = environ -760 mV/ESH) et le fer contenu dans l'acier (Potentiel standard du couple (Fe/Fe2+) = environ -440 mV/ESH). L’acier est ainsi protégé par protection cathodique aussi longtemps que le zinc ne sera pas complètement oxydé. La capacité du dépôt à réduire la vitesse de corrosion se résume simplement à 4 variables :
- l’épaisseur du dépôt communément située à 10 µm aujourd’hui[8] ;
- sa capacité à recevoir des couches de conversion protectrices d’épaisseurs de l’ordre de 200 à 400 nm dans le cas des conversions au chrome trivalent ;
- la diminution de la différence de potentiel avec l’acier par l’utilisation d’alliages plus nobles tels que le Zn-Ni à 12-15 % en nickel ;
- le dépôt d’une finition renforcée de type organo-minérale utilisant de la silice, des lubrifiants et des inhibiteurs sur une épaisseur de 1 µm.

Les électrolytes de zingage se répartissent en deux types : alcalins ou acides.

#### Bains alcalins
- Cyanurés : ils contiennent du zinc, du cyanure de sodium et de l'hydroxyde de sodium (soude caustique). Le zinc est soluble sous forme de Na2Zn(CN)4 mais aussi sous forme zincate de sodium  Na2Zn(OH)4. L’entretien consiste au contrôle régulier de la teneur en Zn, en NaOH et en NaCN. Le ratio NaCN/Zn peut varier de 2 à 3 en fonction de la température du bain. Le tableau suivant montre les valeurs usuelles à respecter à température ambiante :

|                | Zinc      | Hydroxyde de sodium | Cyanure de sodium |
| faible cyanure | 6-10 g/l  | 75-90 g/l           | 10-20 g/l         |
| moyen cyanure  | 15-20 g/l | 75-90 g/l           | 25-45 g/l         |
| haut cyanure   | 25-35 g/l | 75-90 g/l           | 80-100 g/l        |

Les brillanteurs disponibles dans le commerce utilisent des affineurs de grain aminés et du nicotinate de benzyle. À cause des risques importants d’hygiène et sécurité que font courir les bains cyanurés, ces électrolytes sont remplacés par les bains alcalins sans cyanure.
- Alcalins sans cyanure : ils sont constitués de zinc et de soude. Les affineurs de grain sont les mêmes que ceux des procédés cyanurés mais ils contiennent aussi des ammoniums quaternaires capables de réduire les différences d’épaisseur entre les zones de densités de courant différentes. Le contrôle s’effectue par le suivi rigoureux du zinc et de la soude selon le tableau ci-dessous. Une forte teneur en zinc privilégie le rendement faradique mais diminue le pouvoir de pénétration des dépôts aux faibles densités de courant.

|                                   | Zinc      | Soude   |
| meilleure distribution métallique | 6-14 g/l  | 120 g/l |
| meilleure productivité            | 14-25 g/l | 120 g/l |

#### Bains acides[9]
- Bains à très haute vitesse : ils sont réservés au traitement en continu de fil, de feuillard ou de tube. Le substrat défile à très haute vitesse jusqu’à 200 m/min et impose des temps de zingage particulièrement courts. Les bains sont composés de sulfate ou de chlorure de zinc jusqu’aux limites de solubilité. Une addition d’acide borique pour les faibles concentrations  permet de limiter la brûlure aux fortes densités de courant et joue un effet tampon sur le pH. Ils contiennent peu d’affineurs de grains dont le saccharinate de sodium.
- Bains traditionnels au chlorure : ce sont les plus répandus. D’abord lancés avec des bases ammonium, ces procédés ont évolué avec des bases potassium en Occident principalement à cause de la contamination  des eaux usées. Ils contiennent du chlorure de zinc, du chlorure d’ammonium ou de potassium  et de l’acide borique pour les bains potassiques. La teneur en zinc dépend du degré de productivité recherchée en traitement en vrac ou à l’attache. Elle varie en général de 20 g/L à 50 g/L. Le pH est de 4,8.

| Paramètres               | Teneur en gramme/litre |
| ------------------------ | ---------------------- |
| Zinc                     | 40 g/l                 |
| Chlorure total           | 125 g/l                |
| Chlorure de zinc anhydre | 80 g/l                 |
| Chlorure de potassium    | 180 g/l                |
| Acide borique            | 25 g/l                 |

Les affineurs de grain sont des cétones ou des aldéhydes peu solubles. Il faut les solubiliser dans des solvants alcooliques ou mieux avec des tensio-actifs hydrotropes. Ces molécules sont co-déposées avec le zinc et génèrent une brillance très élevée mais gênent la passivation et réduisent le pouvoir protecteur du zinc.

### Marchés
- Industrie automobile
- Bâtiment
- Aéronautique
- Constructions mécaniques
- Visserie-boulonnerie